# Pilocarpin
Pilocarpin ist ein Arzneistoff aus der Gruppe der direkten Parasympathomimetika und wird als Miotikum (Pupillen verengendes Mittel) in der Augenheilkunde verwendet. Es ist ein Imidazolalkaloid, welches natürlich in Jaborandiblättern (Rutakraut, Pilocarpus sp., zum Beispiel Pilocarpus jaborandi bzw. Pilocarpus pennatifolius, einem südamerikanischen Strauch) vorkommt.

## Wirkungen
Pilocarpin steigert als Parasympathomimetikum die Sekretion exokriner Drüsen (Schweiß-, Speichel-, Tränen-, Magen-, Bauchspeichel- sowie Darmdrüsen) und die Schleimproduktion durch die Becherzellen in den Atemwegen. Außerdem erhöht es den Tonus der glatten Muskulatur und des Pupillenverengers (Musculus sphincter pupillae).

## Verwendung
Pilocarpin wurde 1875 beinahe gleichzeitig von E. Hardy in Frankreich und A. W. Gerrard in London entdeckt bzw. isoliert. Es wird vor allem in der Augenheilkunde bei erhöhtem Augeninnendruck („Grüner Star“) angewendet. Es wirkt einerseits direkt erregend auf den Musculus sphincter pupillae und löst somit eine Verkleinerung (Miosis) der Pupille aus. Andererseits wird der Abfluss des Kammerwassers durch Erweiterung der Abflusswege erleichtert, wodurch der Augeninnendruck sinkt. Pilocarpin wird dabei direkt am Auge angewendet, wodurch seine Wirkung lokal auf dieses begrenzt bleibt.
Ein weiteres Anwendungsgebiet ist strahleninduzierte Mundtrockenheit (Xerostomie). Dabei wird ein Gel mit 0,1 % Pilocarpingehalt oder in Wasser aufzulösende Tabletten (Handelsname Salagen) benutzt. In ähnlicher Weise kann es gegen Mundtrockenheit beim Sjögren-Syndrom eingesetzt werden.
Pilocarpin-Öl tötet Filzläuse durch Hemmung ihrer Atmung. Es wird daher bei Befall der Wimpern mit Phthiriasis palpebrarum angewendet.
In der Tiermedizin dient Pilocarpin zur Diagnostik der Felinen Dysautonomie. Bei gesunden Tieren tritt eine Pupillenverengung erst nach 45 Minuten ein, bei Katzen mit Feliner Dysautonomie schon innerhalb von 15 Minuten.
In der Forschung wird Pilocarpin verwendet, um epileptische Anfälle zu induzieren.
Des Weiteren wird der Pilocarpin-Iontophorese-Schweißtest zur Diagnose der Mukoviszidose verwendet.

## Nachweisreaktion
Pilocarpin oder Pilocarpin-Salze lassen sich durch die Helch-Reaktion qualitativ nachweisen.

## Handelsnamen
Monopräparate

Salagen (D, A, CH), Spersacarpin (D, CH), diverse Generika (D, A),
Kombinationspräparate

Arteopilo (CH), Betacarpin (A), Fotil (D, A), Glauko Biciron (D), Normoglaucon (D), TP-Ophtal (D)